# Buffalo Wild Wings
Buffalo Wild Wings er en amerikansk casual dining-restaurant- og sportsbar-kæde  i USA og 6 andre lande. De er specialiserede i kylling og sauce.
I USA har de 1.279 restauranter. Buffalo Wild Wings er en del af Inspire Brands.